# Agrotis tokionis
Agrotis tokionis är en fjärilsart som beskrevs av Butler 1881. Agrotis tokionis ingår i släktet Agrotis och familjen nattflyn. Inga underarter finns listade i Catalogue of Life.